# Ake Hjalmarsson
Pour les articles homonymes, voir Hjalmarsson.
Åke Robert Hjalmarsson est un footballeur suédois né le 26 juillet 1922 à Vänersborg (Suède). Ce joueur a évolué comme attaquant ou demi gauche dans les années 1950. Il a été finaliste de la Coupe de France en 1956 avec Troyes.

## Carrière de Joueur
- avant 1950 : Torino FC  Italie
- 1950-1951 : OGC Nice  France
- 1951-1952 : Torino FC  Italie
- 1952-1953 : OGC Nice  France
- 1953-1955 : Olympique lyonnais  France
- 1955-1957 : AS Troyes-Savinienne  France
- 1957-1958 : Girondins de Bordeaux  France
- 1958-1959 : FC Rouen  France
- après 1959 : FH Hafnarfjörður  Islande

## Palmarès
- International B suédois
- Finaliste de la Coupe de France en 1956 avec l'AS Troyes-Savinienne

## Source
- Marc Barreaud, Dictionnaire des footballeurs étrangers du championnat professionnel français (1932-1997), l'Harmattan, 1997.